# Hervey le Breton

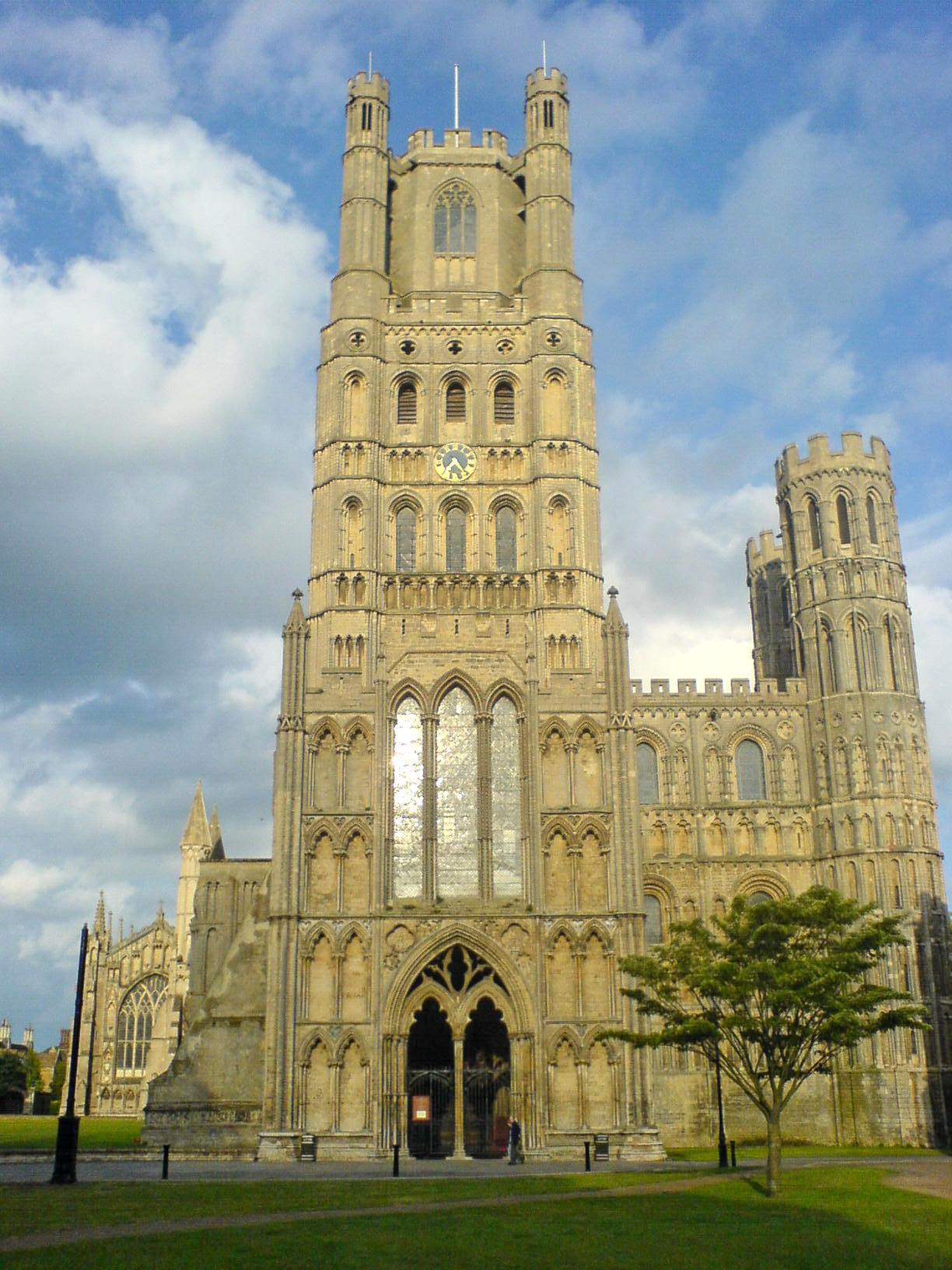
Vista exterior de la catedral de Ely.

Hervey Le Breton, también conocido como Hervé Le Breton (¿? - 30 de agosto de 1131) fue un clérigo bretón que llegó a ser obispo de Bangor en Gales y más tarde obispo de Ely en Inglaterra. Fue nombrado para la sede de Bangor por el rey Guillermo II de Inglaterra cuando los normandos estaban avanzando sobre Gales, por lo que no pudo permanecer en su diócesis cuando los galeses comenzaron a hacer retroceder a los normandos. Su comportamiento hacia los galeses parece haber contribuido a su expulsión de la sede. El nuevo rey, Enrique I, lo quiso trasladar a la sede de Lisieux, en Normandía, pero no tuvo éxito.
En 1109, se creó una nueva diócesis en Inglaterra, en Ely, y Hervey fue nombrado para el nuevo obispado. Mientras fue obispo, ordenó la compilación de una crónica de la casa monástica de Ely, que más tarde se convirtió en el Liber Eliensis. También supervisó la construcción de un camino entre Ely y Exning, lo que permitió un acceso más fácil a Ely.